# Новые Тинчали (посёлок)
 Новые Тинчали  — поселок в Буинском районе Татарстана. Входит в состав Киятского сельского поселения.

## География
Находится в юго-западной части Татарстана на расстоянии приблизительно 14 км на юго-восток по прямой от районного центра города Буинск, в 1 км от реки Свияга.

## История
Известен с 1926 года.

## Население
Постоянных жителей насчитывалось: в 1926—158, в 1938—134, в 1949—128, в 1958—108, в 1970 — 84, в 1979 — 37, в 1989 — 12. Постоянное население составляло 7 человека (русские 28 %, чуваши 43 %, татары 29 %) в 2002 году, 11 в 2010.